# Casa de H. Flach
La casa de H. Flaches es un edificio, monumento histórico ubicado en el número 1 de la place Broglie en Estrasburgo, en el departamento francés de Bas-Rhin.
Fue catalogado como monumento histórico en 1975.